# Акеспе (Кызылординская область)
Акеспе (каз. Ақеспе) — село в Аральском районе Кызылординской области Казахстана. Входит в состав Косаманского сельского округа. Расположено у северо-западного берега залива Бутакова. Код КАТО — 433246200.
В 1925 году вблизи села палеонтологами было обнаружено олигоценовое захоронение — аральская ископаемая фауна.

## Население
В 1999 году население села составляло 200 человек (96 мужчин и 104 женщины). По данным переписи 2009 года, в селе проживало 255 человек (126 мужчин и 129 женщин).

## Геотермальный источник
Около аула на расстоянии 1,5км есть геотермальный источник. Температура источника круглый год составляет +62°.